# Briançonnet
Briançonnet est une commune française située dans le département des Alpes-Maritimes, en région Provence-Alpes-Côte d'Azur. Ses habitants peuvent être appelés les Briançonnois ou les Briançonnards. La commune fait partie du parc naturel régional des Préalpes d'Azur.

## Géographie

### Localisation
Briançonnet est un village du haut-pays grassois situé dans le centre-ouest du département des Alpes-Maritimes à la lisière des Alpes-de-Haute-Provence à 25 km au nord de Grasse et 14 km au sud de Puget-Théniers.

### Géologie et relief
La commune se compose de 196,53 hectares de territoires agricoles (8,00 %) et 2 261,28 hectares de forêts et milieux semi-naturels (92,00 %).

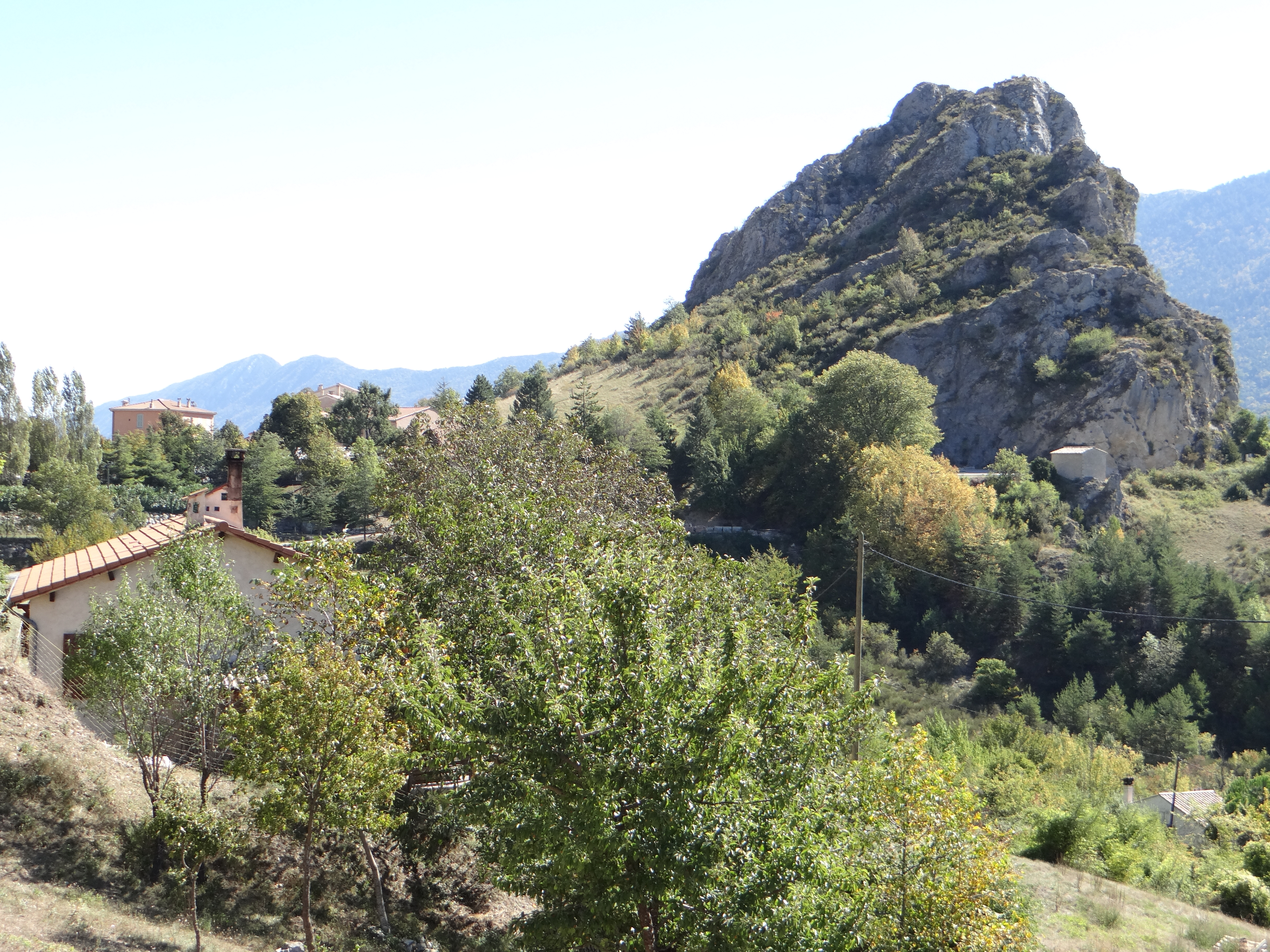
Le site de Briançonnet.

Briançonnet fait partie du Parc naturel régional des Préalpes d'Azur
Le territoire communal de Briançonnet a une altitude moyenne de 1010 mètres, de 732 mètres à l'Est dans le lit de l'Estéron à 1578 mètres au Nord aux Gros Roucas. Il est caractérisé par sa structure axée sur la vallée de l'Estéron.
Une étude d'impact a été réalisée pour analyser les effets de la construction d’une centrale solaire photovoltaïque sur la commune de Saint-Auban.

### Sismicité
Commune située en zone de sismicité moyenne.

### Hydrographie et eaux souterraines
Cours d'eau sur la commune ou à son aval :
- rivière l'Esteron,
- torrent de la sagne,
- vallons de l'ubac, de pracon, du prignolet, de la loubré, de baratus, de combe fée, de thomas, de serra boutin.

La commune dispose de trois stations d’épuration, une pour le village et une par hameau :
Chaque station d'épuration correspond à un réseau indépendant avec les caractéristiques suivantes :
- Briançonnet : capacité de 350 Équivalent-habitants,
- le Prignolet : capacité de 190 EH,
- la Sagne : capacité de 140 EH,
- le camping, avec sa capacité d'accueil de 400 personnes, possède sa propre station, d'une capacité de 600 EH.

### Climat
Pour des articles plus généraux, voir Climat de Provence-Alpes-Côte d'Azur et Climat des Alpes-Maritimes.
En 2010, le climat de la commune est de type climat méditerranéen altéré, selon une étude du Centre national de la recherche scientifique s'appuyant sur une série de données couvrant la période 1971-2000. En 2020, Météo-France publie une typologie des climats de la France métropolitaine dans laquelle la commune est dans une zone de transition entre le climat de montagne et le climat méditerranéen et est dans une zone de transition entre les régions climatiques « Var, Alpes-Maritimes  » et « Alpes du sud ». 
Pour la période 1971-2000, la température annuelle moyenne est de 10,6 °C, avec une amplitude thermique annuelle de 15,9 °C. Le cumul annuel moyen de précipitations est de 1 078 mm, avec 7 jours de précipitations en janvier et 5,1 jours en juillet. Pour la période 1991-2020, la température moyenne annuelle observée sur la station météorologique de Météo-France la plus proche, « Le Mas », sur la commune du Mas à 8 km à vol d'oiseau, est de 9,1 °C et le cumul annuel moyen de précipitations est de 1 236,8 mm. 
La température maximale relevée sur cette station est de 32,5 °C, atteinte le 28 juin 2019 ; la température minimale est de −13,5 °C, atteinte le 14 février 2009,,. 
Les paramètres climatiques de la commune ont été estimés pour le milieu du siècle (2041-2070) selon différents scénarios d'émission de gaz à effet de serre à partir des nouvelles projections climatiques de référence DRIAS-2020. Ils sont consultables sur un site dédié publié par Météo-France en novembre 2022.

### Voies de communications et transports

#### Voies routières
Le village est accessible via la D2211.

#### Transports en commun
- Transport en Provence-Alpes-Côte d'Azur

La ligne numéro 420 du réseau Sillages (Sallagriffon - Saint-Auban) dessert la commune du lundi au samedi à la demande.

## Urbanisme

### Typologie
Au 1er janvier 2024, Briançonnet est catégorisée commune rurale à habitat très dispersé, selon la nouvelle grille communale de densité à 7 niveaux définie par l'Insee en 2022.
Elle est située hors unité urbaine et hors attraction des villes,.

### Occupation des sols
L'occupation des sols de la commune, telle qu'elle ressort de la base de données européenne d’occupation biophysique des sols Corine Land Cover (CLC), est marquée par l'importance des forêts et milieux semi-naturels (92 % en 2018), une proportion identique à celle de 1990 (92 %). La répartition détaillée en 2018 est la suivante : 
forêts (53,3 %), milieux à végétation arbustive et/ou herbacée (30,6 %), espaces ouverts, sans ou avec peu de végétation (8,1 %), prairies (8 %).
L'évolution de l’occupation des sols de la commune et de ses infrastructures peut être observée sur les différentes représentations cartographiques du territoire : la carte de Cassini (XVIIIe siècle), la carte d'état-major (1820-1866) et les cartes ou photos aériennes de l'IGN pour la période actuelle (1950 à aujourd'hui).

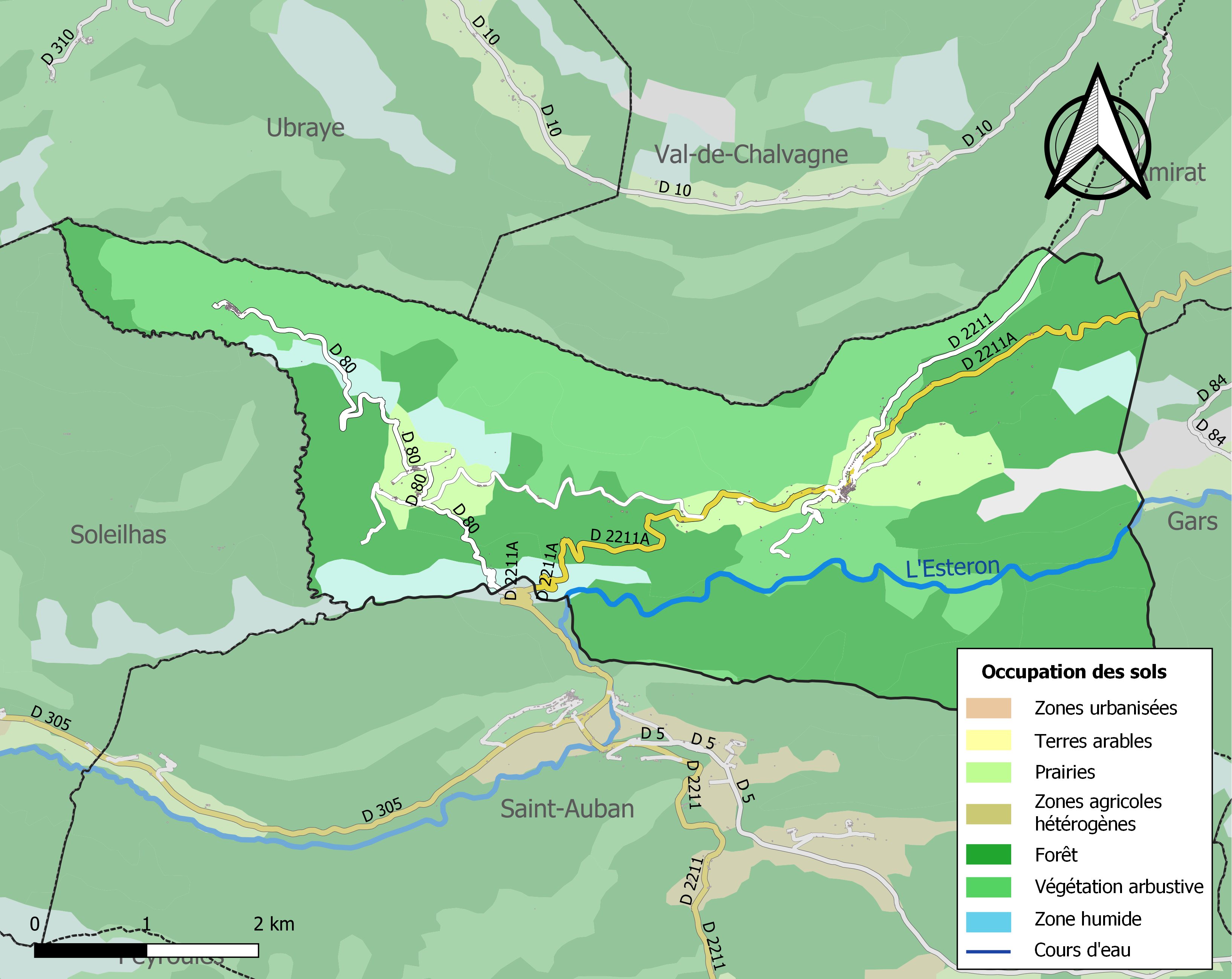
Carte de l'occupation des sols de la commune en 2018 (CLC).

### Intercommunalité
Commune membre de la Communauté d'agglomération du Pays de Grasse.

## Histoire

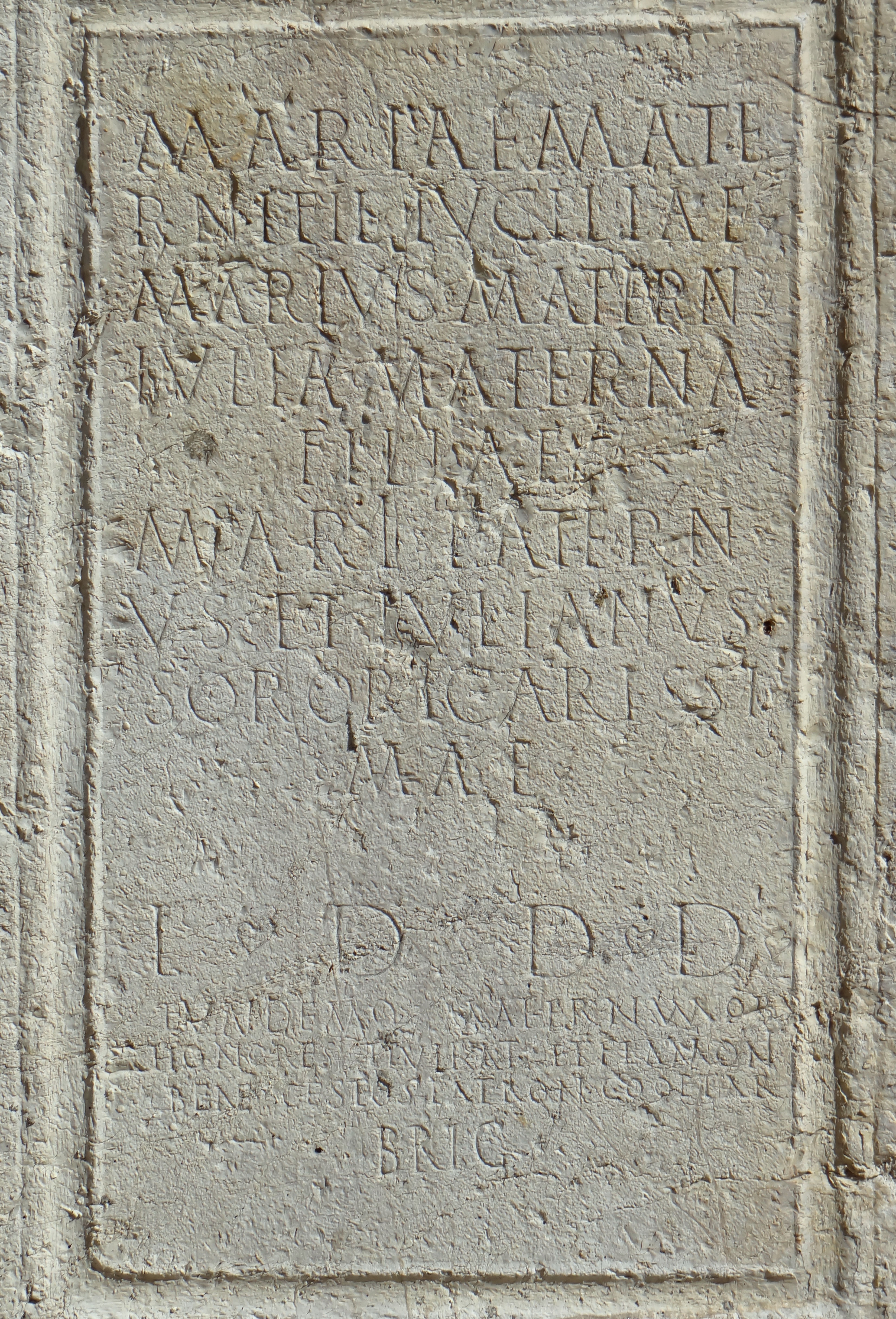
Cippe gallo-romain devant la mairie.

Dans l’Antiquité, Briançonnet s’appelait Brigomagus. C'est un ancien oppidum puis bourg romain dont les pierres furent réutilisées dans des constructions plus tardives, comme en témoignent les inscriptions romaines, datant du IIe siècle au IVe siècle, scellées dans les murs des maisons. Le nom du peuple installé dans la vallée à l’arrivée des Romains n’est pas certain, mais il peut s’agir des Velaunii. À la fin du IIe siècle, le bourg est administré par des duumvirs choisis dans l'ordre des décurions.
Une voie romaine reliait Castellane à Entrevaux en passant par Briançonnet.
Il est probable que la cité romaine a été le siège d'un évêché qui aurait été déplacé à Glandèves (puis Entrevaux) qui a été fondé tardivement, en 541, à la suite de la destruction de la cité pendant les invasions. En 2009, le diocèse de Briançonnet est rétabli en tant que siège titulaire par l'Église, son titulaire est Mgr Le Vert, par ailleurs évêque auxiliaire de Bordeaux et Bazas.

La seigneurie a appartenu à la famille de Grasse-Bar de 1474 à la Révolution.

## Politique et administration
| Période                                  | Période      | Identité       | Étiquette | Qualité       |
| ---------------------------------------- | ------------ | -------------- | --------- | ------------- |
| Les données manquantes sont à compléter. |              |                |           |               |
| mars 2001                                | janvier 2013 | Hubert Germain |           |               |
| mars 2013                                | En cours     | Ismaël Ogez    | SE        | Fonctionnaire |

Par le décret du 25 janvier 2013, le conseil municipal a été dissous, en considérant que les dissensions qui existaient au sein du conseil municipal entravaient l'administration de cette commune.

### Budget et fiscalité 2023

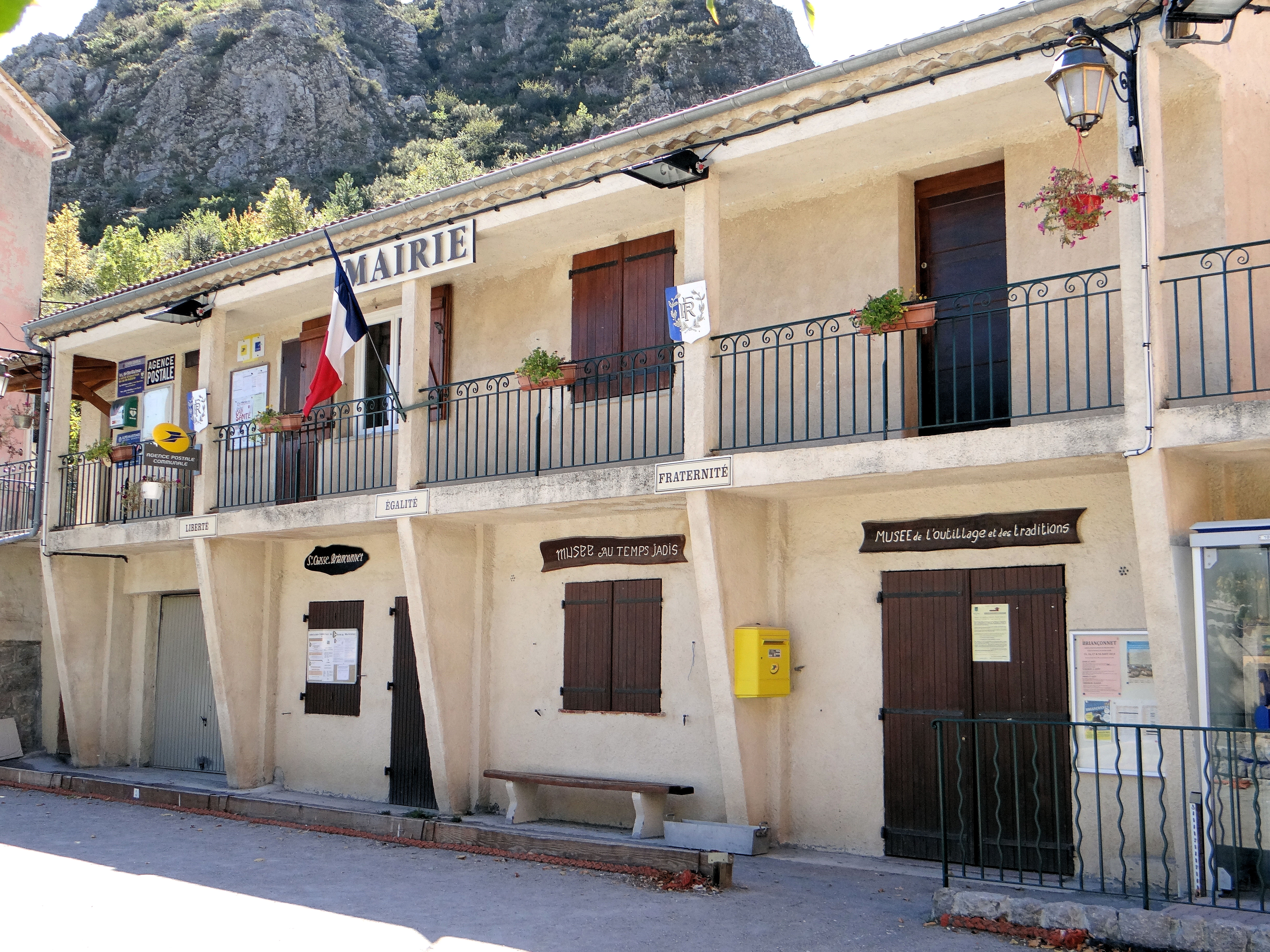
La mairie et les locaux de la société de chasse de la commune.

En 2023, le budget de la commune était constitué ainsi :
- total des produits de fonctionnement : 329 000 €, soit 1 596 € par habitant ;
- total des charges de fonctionnement : 2 730 000 €, soit 1 327 € par habitant ;
- total des ressources d'investissement : 401 000 €, soit 1 947 € par habitant ;
- total des emplois d'investissement : 1 344 000 €, soit 1 669 € par habitant ;
- endettement : 381 000 €, soit 1 850 € par habitant.

Avec les taux de fiscalité suivants :
- taxe d'habitation : 8,33 % ;
- taxe foncière sur les propriétés bâties : 19,17 % ;
- taxe foncière sur les propriétés non bâties : 30,54 % ;
- taxe additionnelle à la taxe foncière sur les propriétés non bâties : 0,00 % ;
- cotisation foncière des entreprises : 0,00 %.

Chiffres clés Revenus et pauvreté des ménages en 2021 : médiane en 2021 du revenu disponible, par unité de consommation : 19 840 €.

## Population et société

### Démographie

#### Évolution démographique
L'évolution du nombre d'habitants est connue à travers les recensements de la population effectués dans la commune depuis 1793. Pour les communes de moins de 10 000 habitants, une enquête de recensement portant sur toute la population est réalisée tous les cinq ans, les populations de référence des années intermédiaires étant quant à elles estimées par interpolation ou extrapolation. Pour la commune, le premier recensement exhaustif entrant dans le cadre du nouveau dispositif a été réalisé en 2006.

En 2022, la commune comptait 168 habitants, en évolution de −24,32 % par rapport à 2016 (Alpes-Maritimes : +2,85 %, France hors Mayotte : +2,11 %).
| 1793 | 1800 | 1806 | 1821 | 1831 | 1836 | 1841 | 1846 | 1851 |
| ---- | ---- | ---- | ---- | ---- | ---- | ---- | ---- | ---- |
| 496  | 519  | 504  | 609  | 646  | 659  | 654  | 630  | 610  |

| 1856 | 1861 | 1866 | 1872 | 1876 | 1881 | 1886 | 1891 | 1896 |
| ---- | ---- | ---- | ---- | ---- | ---- | ---- | ---- | ---- |
| 597  | 544  | 594  | 587  | 520  | 539  | 470  | 511  | 459  |

| 1901 | 1906 | 1911 | 1921 | 1926 | 1931 | 1936 | 1946 | 1954 |
| ---- | ---- | ---- | ---- | ---- | ---- | ---- | ---- | ---- |
| 427  | 394  | 363  | 323  | 303  | 274  | 261  | 177  | 168  |

| 1962 | 1968 | 1975 | 1982 | 1990 | 1999 | 2006 | 2011 | 2016 |
| ---- | ---- | ---- | ---- | ---- | ---- | ---- | ---- | ---- |
| 178  | 158  | 193  | 184  | 190  | 170  | 194  | 231  | 222  |

| 2021 | 2022 | - | - | - | - | - | - | - |
| ---- | ---- | - | - | - | - | - | - | - |
| 184  | 168  | - | - | - | - | - | - | - |

### Enseignement
Établissements d'enseignements :
- École maternelle à Saint-Auban,
- École primaire,
- Collèges à Annot, Puget-Théniers,

### Santé
Professionnels et établissements de santé :
- Infirmière,
- Médecins à Entrevaux, Valderoure, Annot,
- Pharmacies à Entrevaux, Annot,
- Hôpitaux à Puget-Théniers, Castellane.

### Cultes
- Culte catholique, Paroisse Saint-Marie des Sources, Diocèse de Nice[33].

## Économie

### Entreprises et commerces

#### Agriculture
Le secteur agricole est bien implanté avec la présence de deux éleveurs ovins et d'un cultivateur maraîcher. Deux de ces exploitants sont classés BIO.

#### Commerces et services
Comme le souligne la carte communale, la commune de Briançonnet accueille quatre commerces et services :
- une épicerie toujours présente à l’année avec pour projet de la faire évoluer en pôle multiservice ;
- un plombier ;
- une infirmière libérale ;
- un artiste céramiste-verrier reconnu (maître d'art, titre décerné à vie par le ministre de la Culture à des professionnels des métiers d’arts qui possèdent un savoir-faire rare et souhaitent transmettre leurs connaissances), et Prix national de la culture et de l'art ;
- des services ambulants permettent de compléter cette offre et de renforcer les dynamiques sociales et commerciales : boulanger, boucher, épicier, fromager, pizzaiolo et coiffeur.

Les commerces et services présents sur les autres communes du canton de Saint-Auban complètent l’offre commerciale communale.

## Culture locale et patrimoine

### Lieux et monuments
Patrimoine religieux :
- Église Notre-Dame-de-l'Assomption datant du XIIe siècle qui dépendait de l'abbaye de Lérins.

Patrimoine mobilier :
* retable attribué à Louis Bréa de 1513 mais retouché maladroitement au XVIe siècle,
* tableau : la Résurrection du Christ,
* tableau : Saint Antoine l'ermite entre saint Sébastien et saint Roch, l'ange et la Vierge de l'Annonciation,
* tableau : Saint Louis présentant Louis XIII à la Vierge à l'Enfant,
* Retable de la Vierge de la Miséricorde ou vierge du Rosaire attribué à Louis Bréa,
* retable de l'Adoration des Bergers,
* tableau et son cadre : Couronnement de la Vierge entre Sainte Marie-Madeleine et Sainte Catherine d'Alexandrie,
* tableau et son cadre : Vierge à l'Enfant avec les Âmes du Purgatoire.
* bandes latérales d'un retable : Scènes de la vie de la Vierge et de la Passion de Jésus,
* buste-reliquaire : Saint Illuminati (?),
* buste-reliquaire de Saint-Pierre,
* buste-reliquaire : Sainte Venerandae,
* buste-reliquaire de Sainte femme,
* tableau représentant le Vœu de Louis XIII peint en 1640 par François Mimault (vers 1580-1612).
* croix processionnelle,
* lanterne de procession.
- Église Notre-Dame-du-Mont-Carmel du Prignolet.
- Église Sainte-Anne de la Sagne[50].
- Chapelle Saint-Martin, chapelle du XIVe siècle qui faisait partie d'un prieuré établi dès le XIIe siècle. Elle est inscrite sur l'inventaire supplémentaire des monuments historiques depuis 1936[51] ,[52].

tableau et son cadre : Saint Martin entre Saint Pierre et Saint Paul,
- Chapelle Saint-Joseph, à l'entrée du village.
- Chapelle Saint-Roch.
- Chapelle Saint-Pierre, à côté des ruines du château[54].

Autres sites et patrimoines :
- 16 inscriptions romaines gravées sur pierre sont à voir, réemployées dans les murs des maisons.
- 1 plaque funéraire Gallo-romaine[55] dans le cimetière de la Sagne.
- 1 borne milliaire romaine rapportée de l'Houmée est remployée comme socle de croix dans le cimetière. du bourg. Son inscription latine a été martelée sur les instances du curé au siècle dernier[56].
- 2 plaques commémoratives gallo-romaine dans l'église paroissiale[57].
- Château remanié au XVIIe siècle.
- Ruines du château médiéval sur un sommet à l'extérieur du village. Il est déjà cité en 1080[58]. Après des litiges, sa propriété avait été divisée en deux. Une partie a été la propriété des moines de l'abbaye de Lérins.
- Hameau de La Sagne.

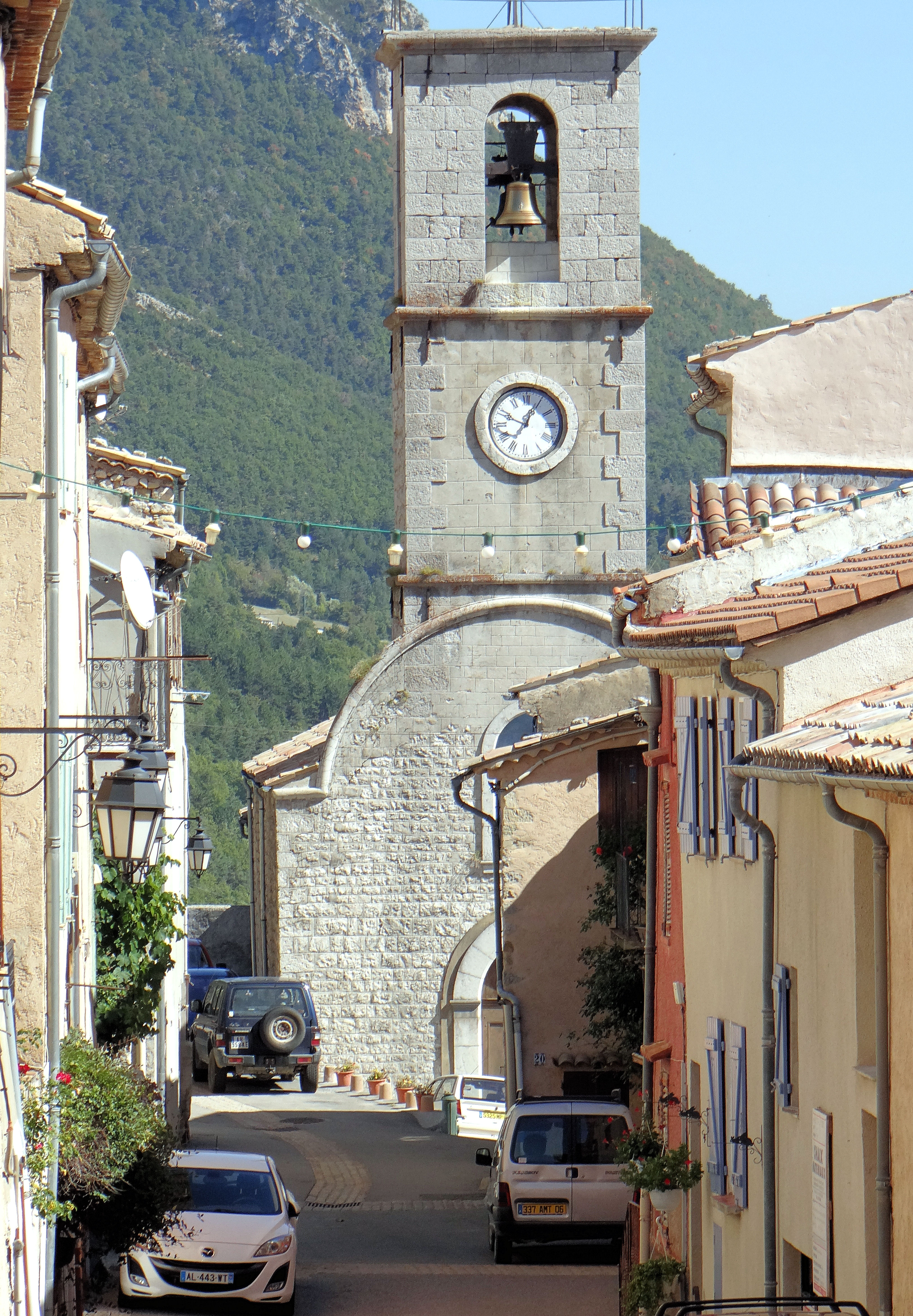
Église Notre-Dame-de-l'Assomption.
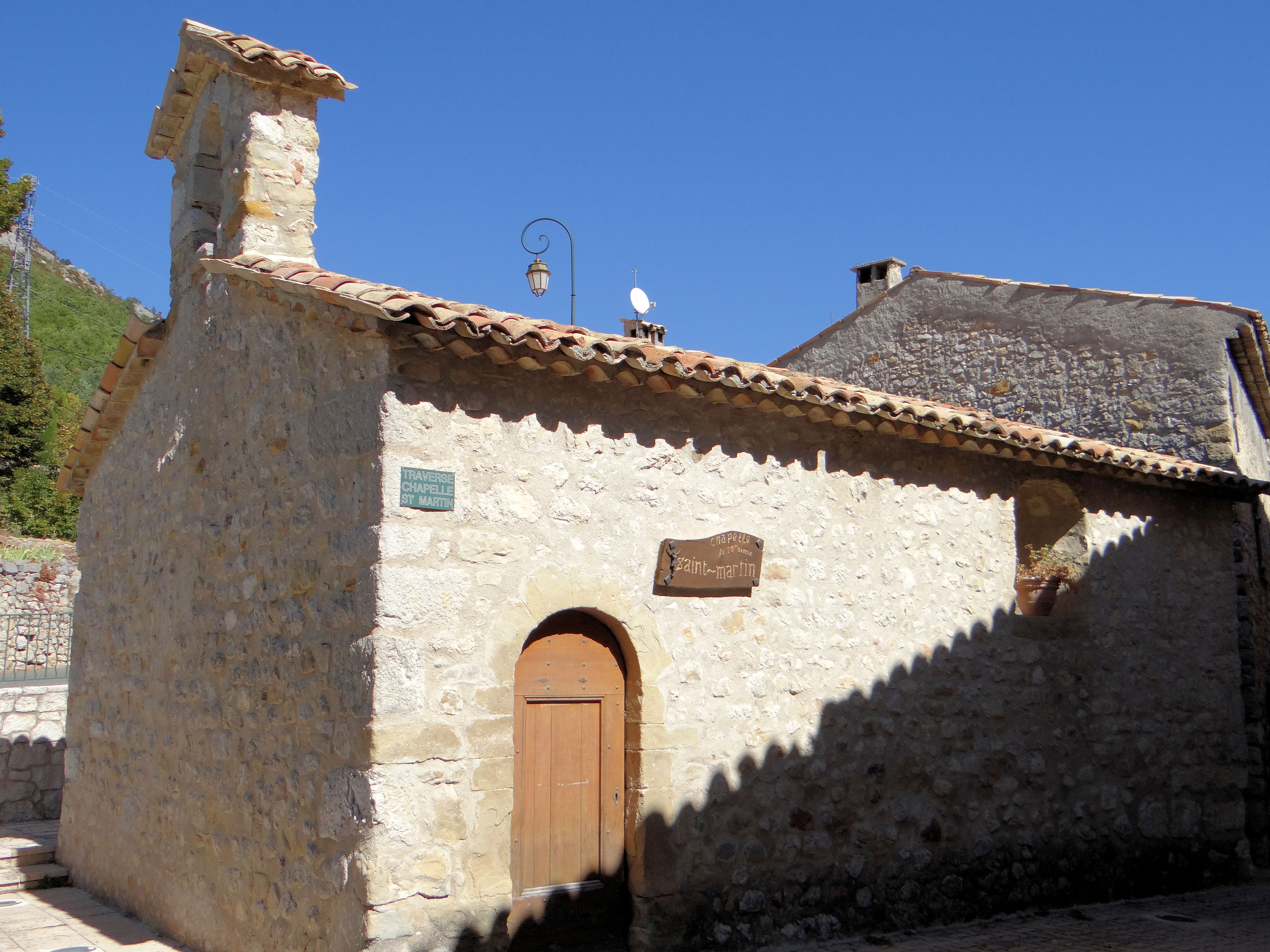
La chapelle Saint-Martin.
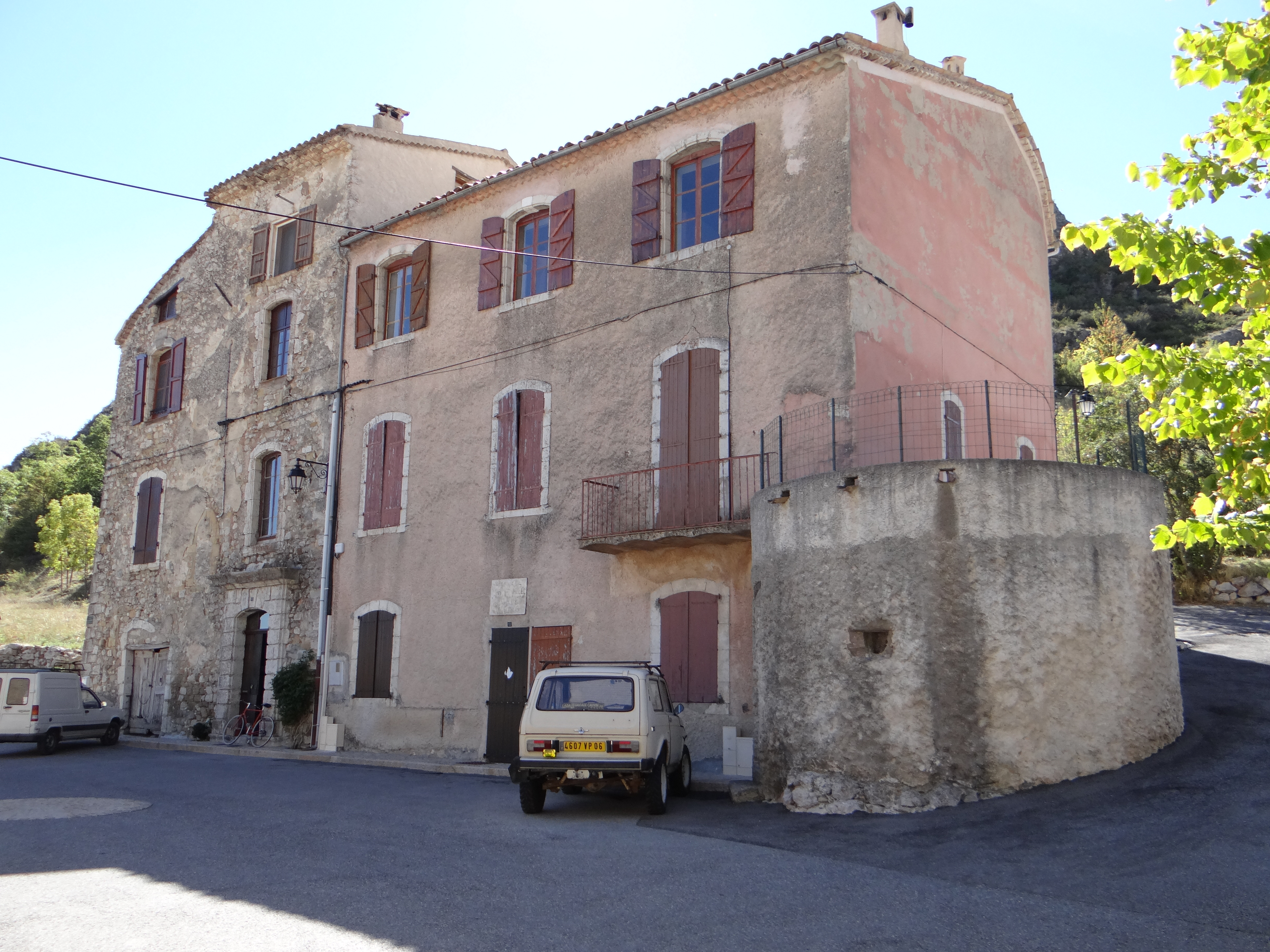
L'ancien château avec une base de tour, à côté de la mairie.
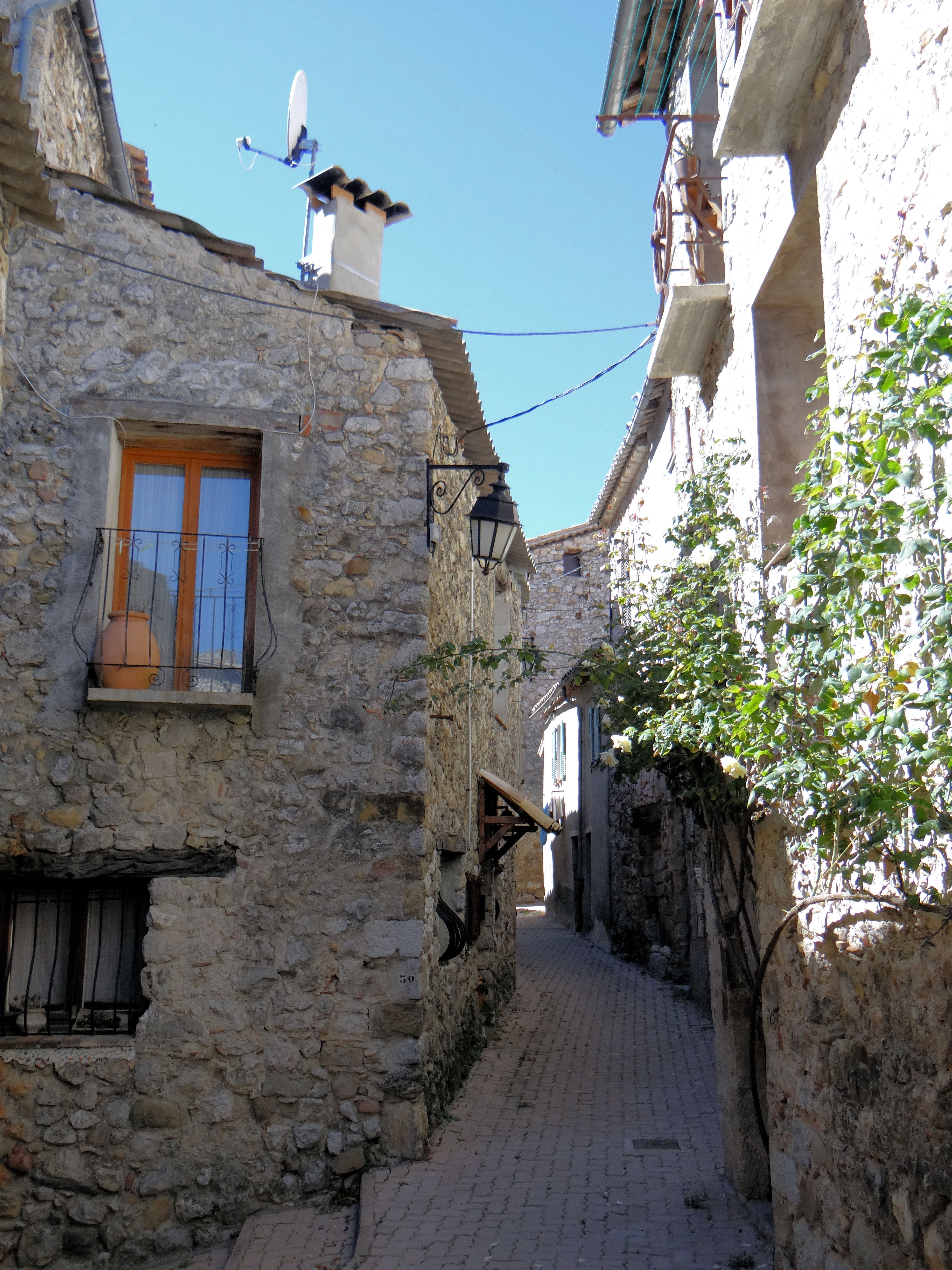
Une ruelle.
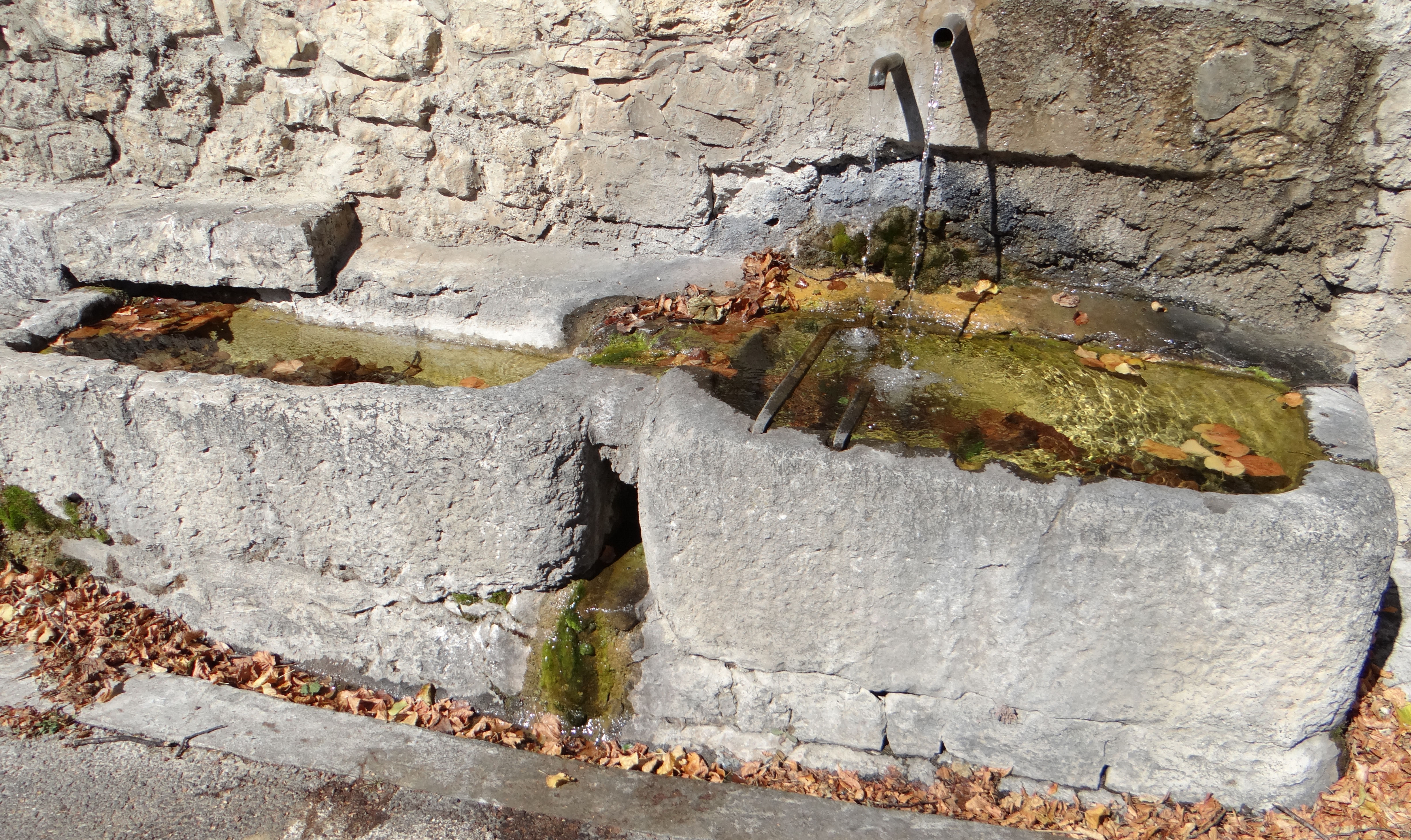
Une fontaine avec des bassins réutilisant probablement d'anciens sarcophages.
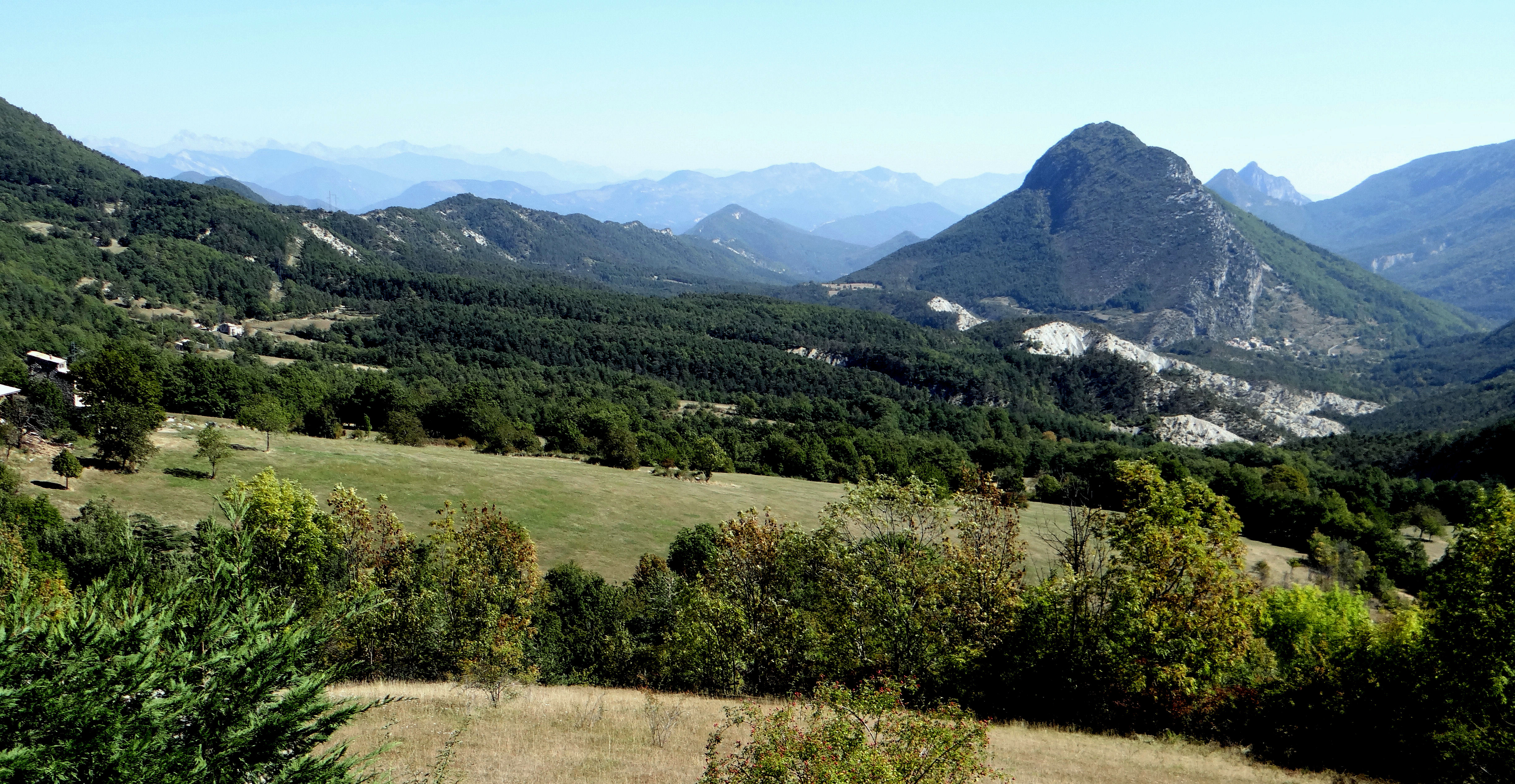
Panorama à l'est du village.
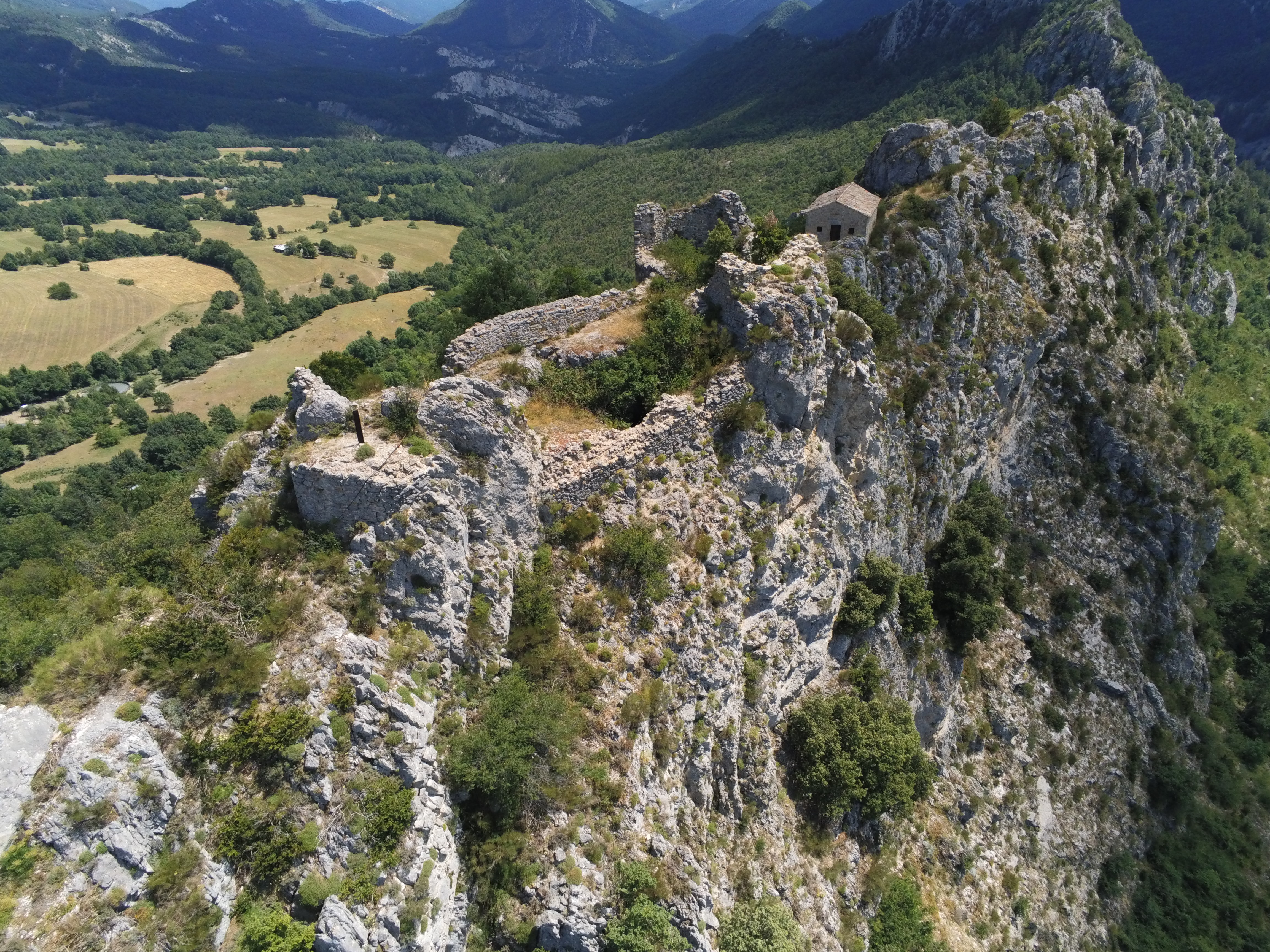
Ruines du château médiéval et chapelle Saint-Pierre.

## Héraldique
| Blason de Briançonnet | Blason  | D’azur à la Vierge de carnation, habillée de gueules, avec son châle d’argent, assise sur un tertre de sinople, tenant de la main senestre un sceptre fleurdelysé d’or et soutenant de son bras dextre l’enfant Jésus aussi de carnation habillé aussi d’argent, tous deux couronnés et nimbés aussi d’or. |
| Blason de Briançonnet | Détails | Le site de la mairie évoque des armoiries. Ce terme réservé au langage de l'héraldique ainsi que la forme générale en forme d'écu peuvent faire penser à un blason. Toutefois, un tel blason comprendrait des erreurs grossières (un chef crénelé découpant le sommet de l'écu, deux nuances de bleu — lequel serait l'azur ? — sans parler de la Vierge, indissoluble (sic) de la commune. Il s'agit donc non d'armoiries, mais d'emblème ou logotype, adopté en 2002. Le statut officiel du blason reste à déterminer. |